# Now What? (ER)
Now What? is de eerste aflevering van het tiende seizoen van de televisieserie ER, die voor het eerst werd uitgezonden op 23 september 2003.

## Verhaal
Dr. Carter is terug vanuit Afrika en zoekt meteen Lockhart op, zij reageert verbaasd en heeft intussen besloten om met hem te breken. Zij vraagt hem de sleutel van haar woning terug, dit geeft een teleurstelling bij dr. Carter maar respecteert haar beslissing.
De SEH ondergaat een omvangrijke renovatie, dit tot ergernis van dr. Weaver die de bouwvakkers tot spoed maant.
Neela Rasgrota, de nieuwe studente geneeskunde, komt voor haar eerste dag werken op de SEH. Zij valt meteen in de smaak bij dr. Pratt die met haar flirt, dit tot woede van dr. Jing-Mei. Als zij alleen bij de receptie staat neemt zij de telefoon op, zij krijgt te horen dat een zekere dr. Kovac overleden is in Congo. Dit slaat bij iedereen in als een bom, dr. Carter besluit meteen terug te keren naar Congo om zijn lichaam op te halen. Dr. Gallant neemt de tijd om Rasgrota de weg te wijzen op de SEH.
Dr. Romano keert terug op het werk nadat hij zijn arm heeft laten verwijderen. 
Dr. Lewis heeft nog steeds een relatie met haar ex-man Chuck.

## Rolverdeling

### Hoofdrollen
- Noah Wyle - Dr. John Carter
- Laura Innes - Dr. Kerry Weaver
- Mekhi Phifer - Dr. Gregory Pratt
- Alex Kingston - Dr. Elizabeth Corday
- Sherry Stringfield - Dr. Susan Lewis
- Ming-Na - Dr. Jing-Mei Chen
- Sharif Atkins - Dr. Michael Gallant
- Paul McCrane - Dr. Robert Romano
- Randy Lowell - Dr. Dan Shine
- Maura Tierney - verpleegster Abby Lockhart
- Conni Marie Brazelton - verpleegster Connie Oligario
- Laura Cerón - verpleegster Chuny Marquez
- Deezer D - verpleger Malik McGrath
- Yvette Freeman - verpleegster Haleh Adams
- Michelle Bonilla - ambulancemedewerker Christine Harms
- Brian Lester - ambulancemedewerker Brian Dumar
- Emily Wagner - ambulancemedewerker Doris Pickman
- Abraham Benrubi - Jerry Markovic
- Troy Evans - Frank Martin
- Parminder Nagra - Neela Rasgrota
- Donal Logue - Chuck Martin

### Gastrollen (selectie)
- Joe Grifasi - Tom Williams
- Emily Cline - Denise Johnson
- Ellen Geer - Mrs. Ferguson
- Madison McReynolds - Hannah
- Amy Hunter - moeder van Hannah
- Todd Felix - Damien
- Marcus Folmar - uitvoerder
- Jacqueline Garza - Katie
- Bret Loehr - Matthew